# 代杜僧院
代杜僧院，缅甸曼德勒的僧院，近曼德勒王宫东宫门，曾是缅甸贡榜王朝僧王的驻地。建于1859年，由敏东王主持修建，其木料来自故都阿玛拉普拉王宫。原建筑现已不存，仅余下四座砖砌阶梯。

## 图册

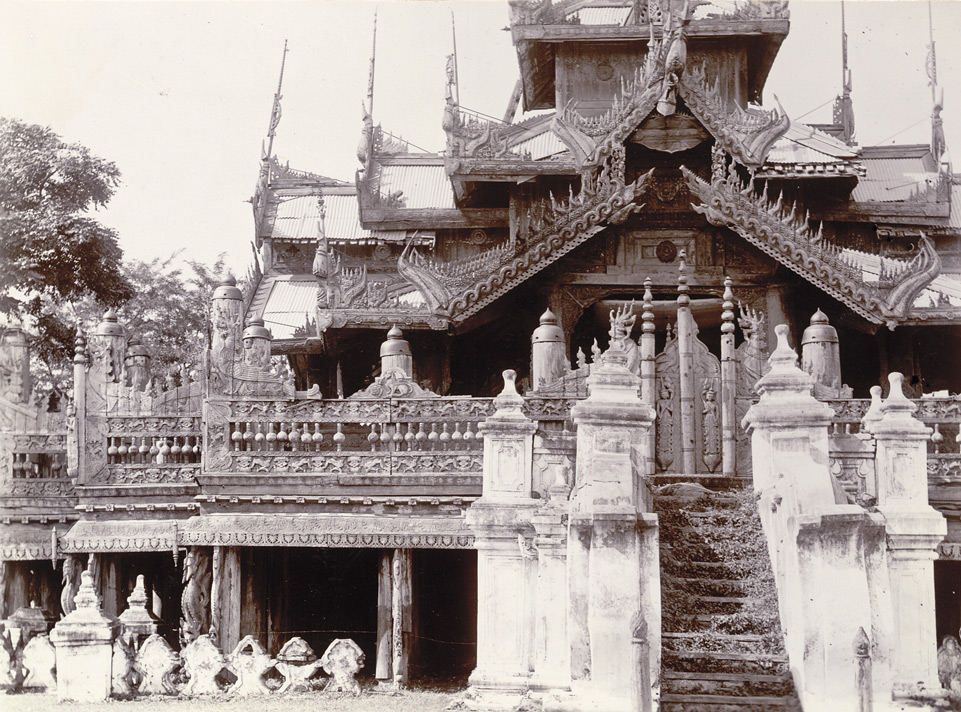
正面入口的比亚达式结构
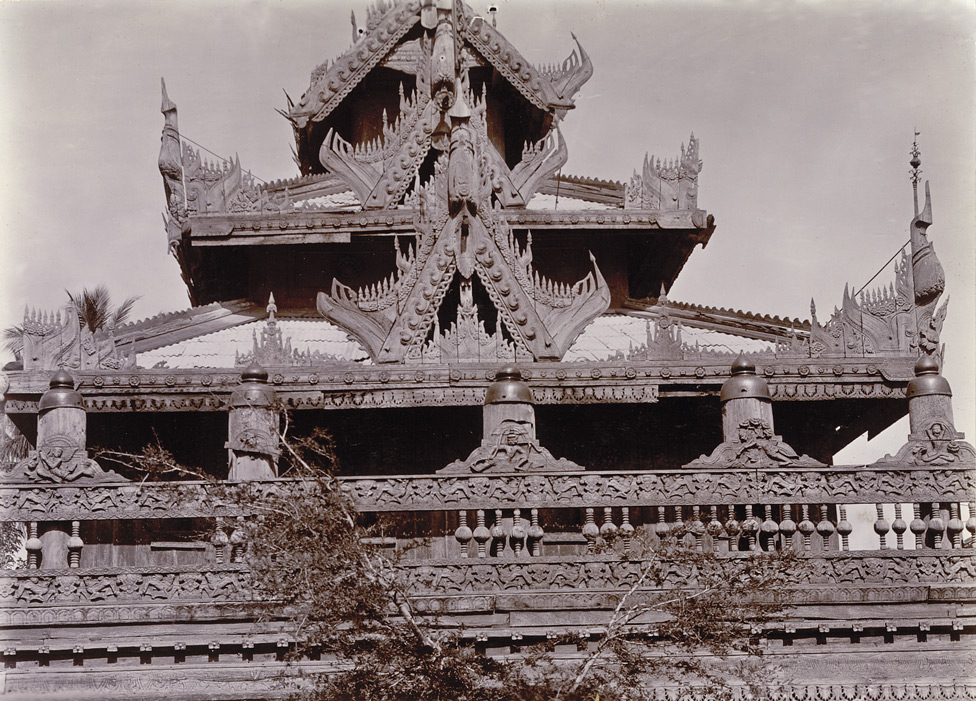
祇园式（ဇေတဝန်）屋顶细节
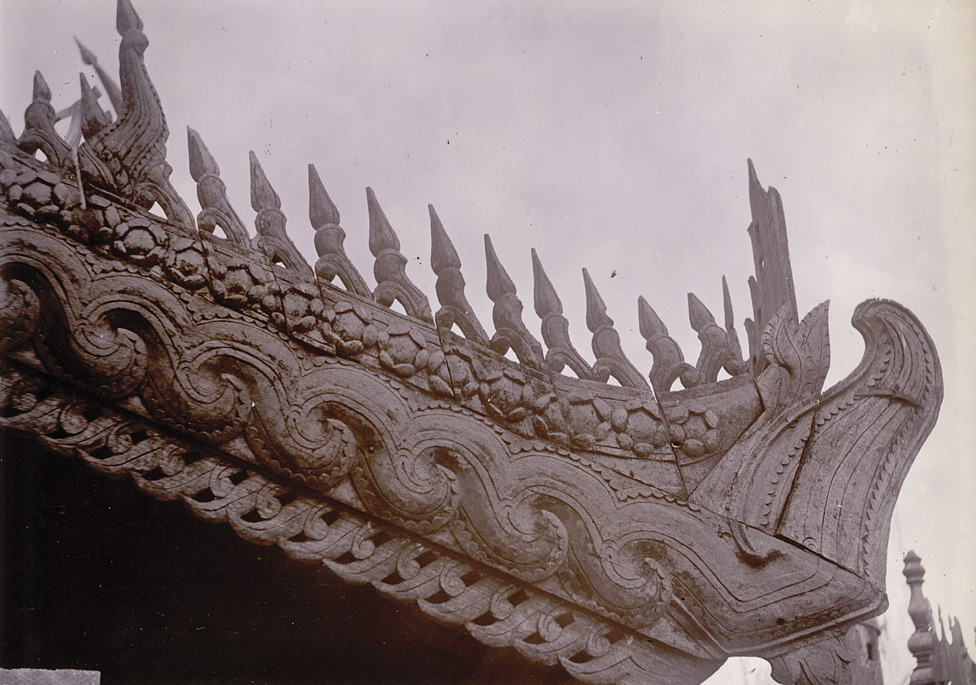
搏风板装饰细节
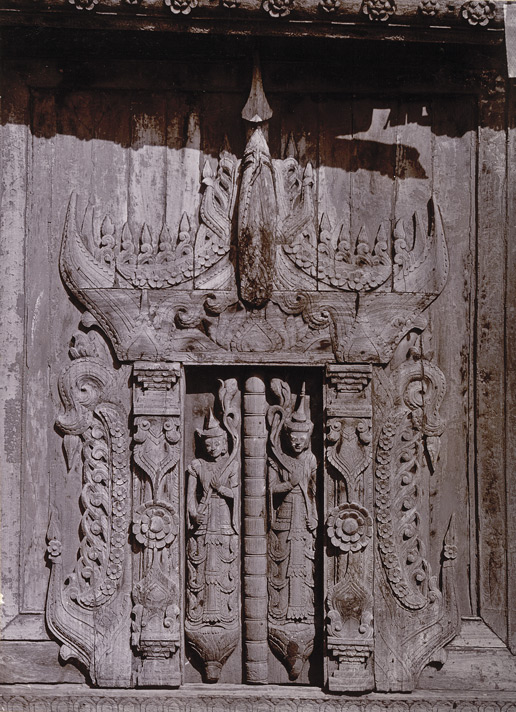
院门
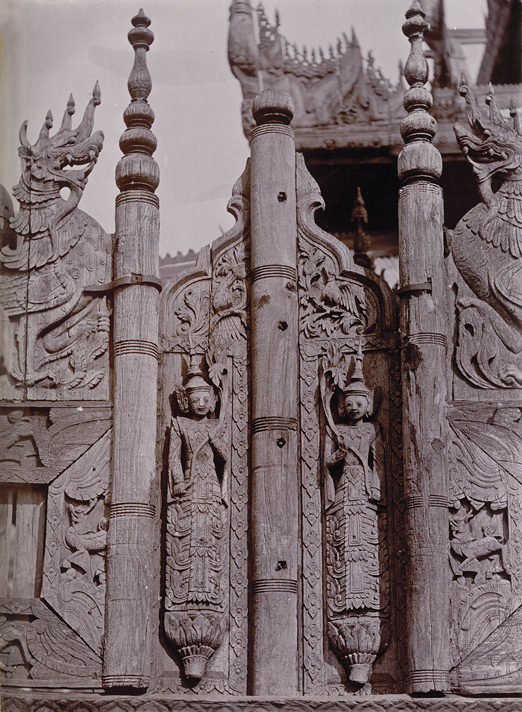
院墙門板
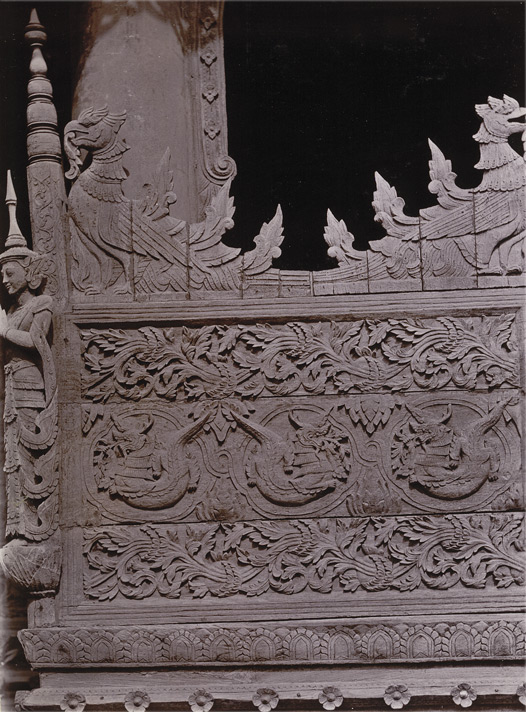
院墙细节
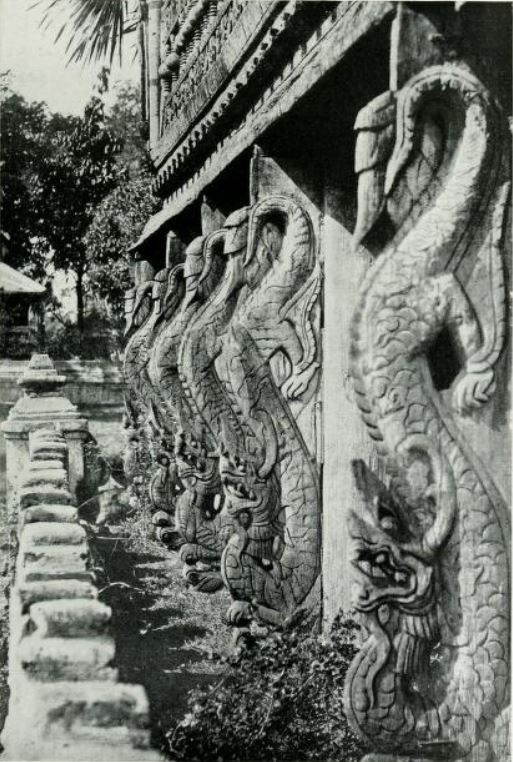
墙根的纳迦装饰